# Palu-Koro-Verwerfung
Die Palu-Koro-Verwerfung (nach ihren Entdeckern auch Sarasin-Linie genannt) ist eine tektonische Verwerfung auf, beziehungsweise vor der indonesischen Insel Sulawesi.
Die 1901 von Paul und Fritz Sarasin erstmals beschriebene Transformstörung verläuft NNW nach SSO von der Straße von Makassar durch die Bucht von Palu und das Flusstal des Palu zum nördlichen Teil des Golfes von Bone und stellt eine Grenze zwischen zwei großen geologischen „Provinzen“ der Insel dar. Sie liegt in einer Region, in der drei große Platten konvergieren, sich also aufeinander zubewegen: Die Eurasische Platte, auf der die Verwerfung liegt, die Australische Platte und die Philippinische Platte. An der Verwerfung selbst bewegen sich die Schollen mit einer Geschwindigkeit von etwa 42 Millimeter pro Jahr aneinander vorbei, wobei sich die östliche nach Norden, die westliche nach Süden bewegt (dextrale Verschiebung).